# Корболиха (река)
Корболиха (Бороздовая) — река в России , протекает в Алтайском крае. Длина реки — 55 км, площадь водосборного бассейна — 550 км². Впадает в Гилёвское водохранилище на реке Алей в 720 км от её устья

## История
Река Корболиха получила широкую известность благодаря Змеиногорскому месторождению и ряду рудников, располагающихся вдоль её берегов. В XVIII веке для снабжения энергией Черепановского рудника на реке была построена плотина.
В честь 270-летия Змеиногорска в день празднования юбилея на реке был установлен памятник Ермаку.

## Этимология
В основе названия реки вероятней всего лежит тюркское слово корбо — кустарник. По берегам реки в прошлом располагались густые заросли кустарников, соответственно название реки могло звучать как Корболу — «с кустарником», «кустарниковая», окончание иха появилось уже в русском варианте названия реки.

## Притоки
- 6 км: Харьковка
- 27 км: Крутишка
- 32 км: Большая Каменка
- 36 км: Малая Боровушка[7]

## Населённые пункты на берегах
Крупнейшим из населённых пунктов, расположенных на берегах реки, является город Змеиногорск.
Ниже по течению расположены Карамышево, Корболиха.

## Экология
Относится к малым рекам Алтайского края, подвергшимся в разное время загрязнению в связи с освоением месторождений полезных ископаемых. Река характеризуется высоким уровнем антропогенных нагрузок. Регулярными гидрохимическими наблюдениями не охвачена. Очистка русла и береговых зон реки проводится с привлечением в том числе общественных организаций. Низкая самоочищающая способность не позволяет в полной мере устранить загрязнение на реке, отмечается заиливание русла, а накопленные в иле высокие концентрации загрязняющих веществ служат источником вторичного загрязнения реки.

## Водный реестр
По данным государственного водного реестра России относится к Верхнеобскому бассейновому округу, водохозяйственный участок реки — Алей от Гилёвского гидроузла и до устья, речной подбассейн реки — бассейны притоков (Верхней) Оби до впадения Томи. Речной бассейн реки — (Верхняя) Обь до впадения Иртыша.